# Hang Domica
Hang Domica nằm ở biên giới phía tây nam của cao nguyên Silická planina, cách làng Plešivec 10 kilômét về phía đông nam và nằm về phía nam Slovakia. Hang Domica kết hợp với động Baradla trở thành phần quan trọng nhất trong hệ thống các hang động các-xtơ Aggtelek và Slovak. Hệ thống các hang động này xuyên qua biên giới Slovakia và kéo dài đến tận vườn quốc gia Aggtelek ở Hungary.
Những hang động đá vôi rộng lớn này được hình thành từ giữa kỷ Tam Điệp. Năm 1926, Ján Majko đã phát hiện ra rất nhiều speleothem trong hang Domica. Hang Domica có tổng chiều dài là 5.140 mét, trong đó có 1.600 mét là được mở cửa cho công chúng vào tham quan từ năm 1932.
Vì là một phần của hệ thống động các-xtơ Aggtelek và Slovak, nên hang Domica được UNESCO công nhận là Di sản thế giới vào năm 1995.

## Phát hiện
Hang Domica được tạo thành bởi 712 hang nhỏ, nhiều hang trong số đó đã được người dân địa phương phát hiện ra từ nhiều thế kỷ trước đó. Năm 1801, một linh mục đến từ Ochtiná, Bartholomeides, đã ghi lại hành trình khám phá hang Certova diera của mình một cách hệ thống. Sau đó, ông rút ra kết luận rằng các hang mà ông tìm thấy đơn giản chỉ là một phần của một động lớn hơn và điều này đã được chứng thực bởi nhà thám hiểm I.Vass, người đã làm khảo sát về động Baradla vào năm 1821. Năm 1881, khi E.Nyari tham gia vào một công trình khảo cổ học cũng đã nêu ra sự liên quan giữa hang Certova diera và động Baradla như K. Siegmenth đã từng làm vào năm 1891. Chỉ đến khi Jan Majko bắt tay vào làm nghiên cứu mới chỉ ra được mối tương quan của một bộ phận các hang động, từ đó mới phát hiện ra hang Domica vào ngày 3 tháng 10 năm 1926. Để khám phá ra hang Domica, J. Majko đã tìm cách thâm nhập vào đáy hang qua một vực sâu dài 15 mét để tiến vào không gian rộng lớn dưới lòng đất, nơi mà rất nhiều các nghiên cứu khảo cổ học đã được thực hiện sau đó.

## Miêu tả
Hang Domica nằm trong động các-xtơ Slovak và gồm những phiến đá vôi có từ giữa thời kỳ kỷ Tam Điệp. Các con đường trong hang được hình thành bởi một con sông ngầm tên là Styx. Hình thù ấn tượng của các speleothem có ở khắp nơi trong hang Domica. Những speleothem này bao gồm cả những khối thạch nhũ tầng tầng lớp lớp, trông giống mái vòm của những ngôi đền. Đáng chú ý hơn là lớp phân dơi đã lan ra những lớp thiêu kết tạo nên những kết cấu và hình thù độc đáo.
Quá trình phong hóa các-xtơ diễn ra trong 10 triệu năm, đã tạo ra các kết cấu và môi trường sống đa dạng có trong hang từ kỷ Phấn trắng mới. Đến các giai đoạn sau, khi có sự xuất hiện của đủ loại hình khí hậu từ ôn đới, hàn đới, cận nhiệt đới đến nhiệt đới thì sự hình thành các-xtơ vẫn diễn ra. Điều này chứng tỏ quá trình hình thành các-xtơ có thể diễn ra trong đủ loại hình điều kiện thời tiết khác nhau. Khi nghiên cứu về hang Domica, các nhà sinh vật học, cổ sinh vật học và địa chất học, đã phải đương đầu với một loạt các điều kiện phức tạp khác nhau mà chính những yếu tố này đã ảnh hưởng trực tiếp đến quá trình trầm tích, tiến hóa và hóa thạch trong cùng một khung thời gian nghiên cứu địa chất.

### Bộ sưu tập

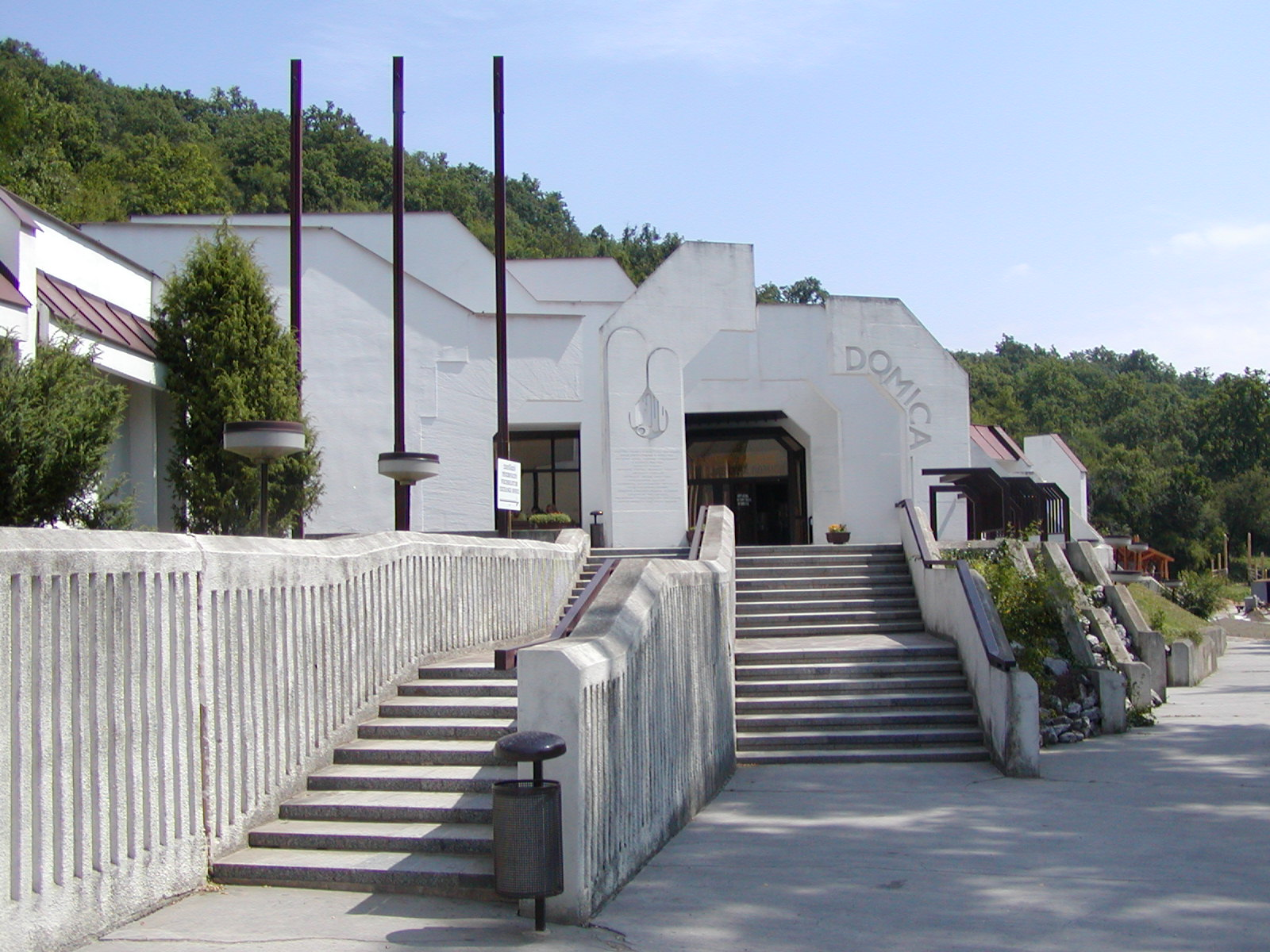
Cổng vào
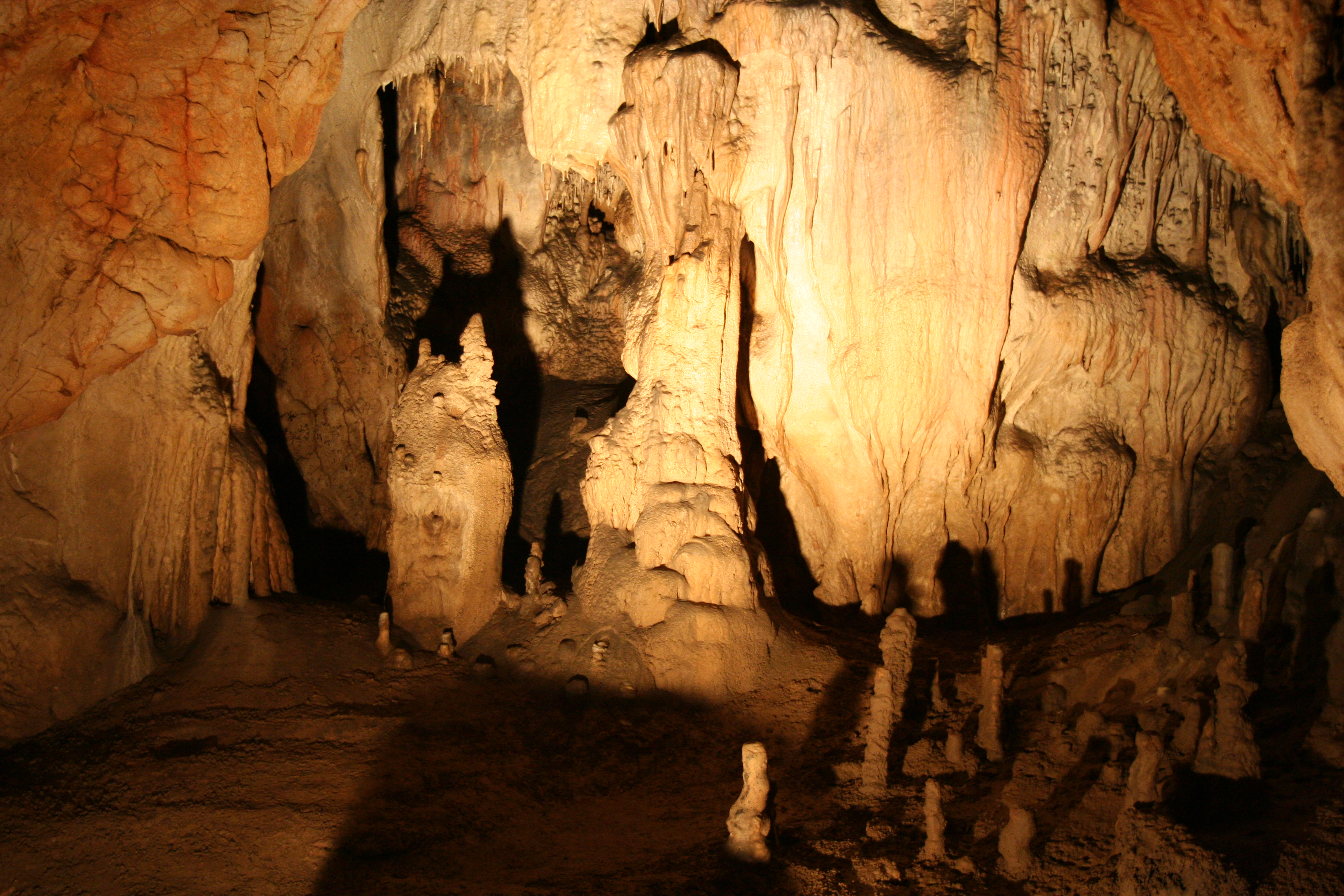
Speleothems
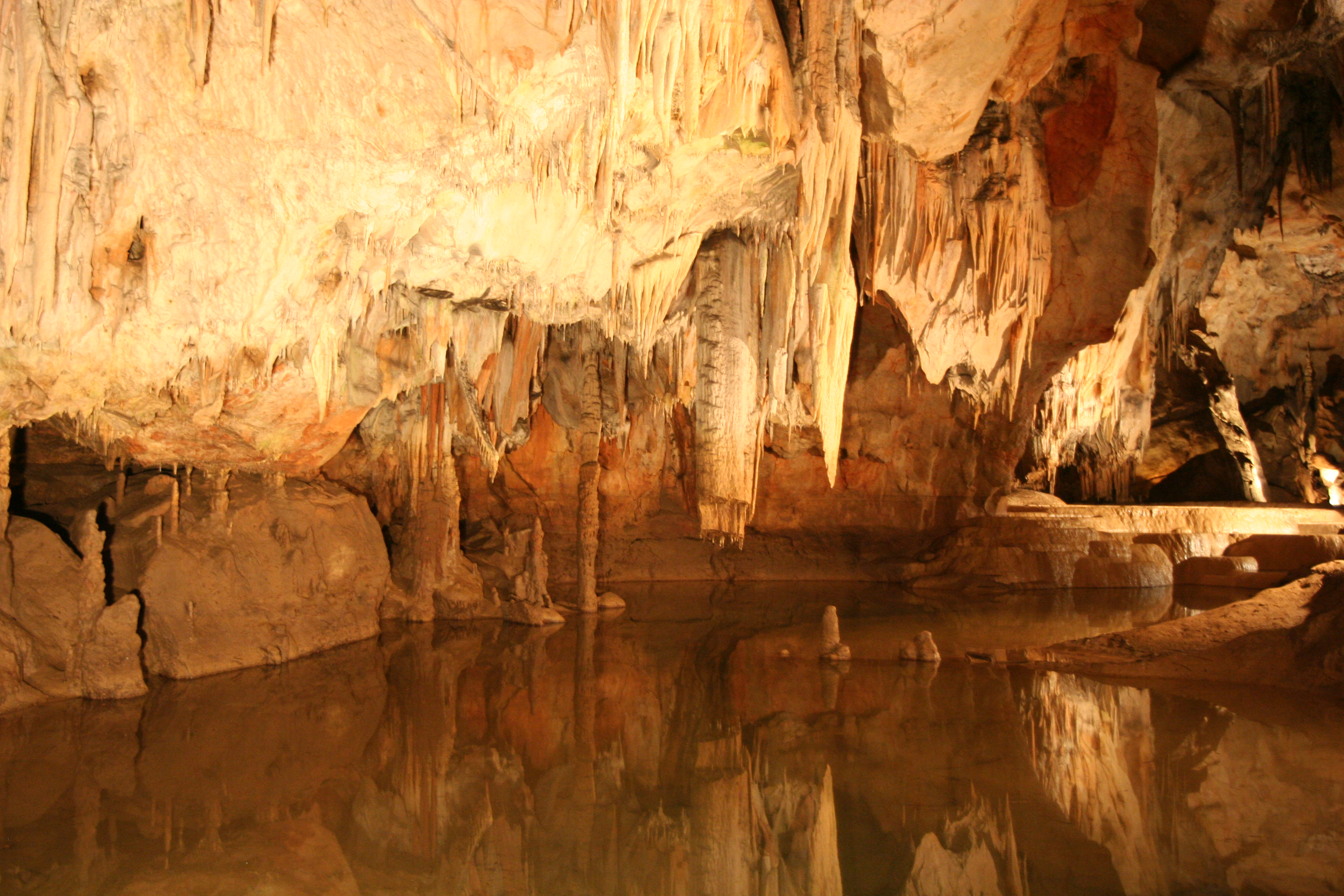
Thác nước trong hang đá vôi
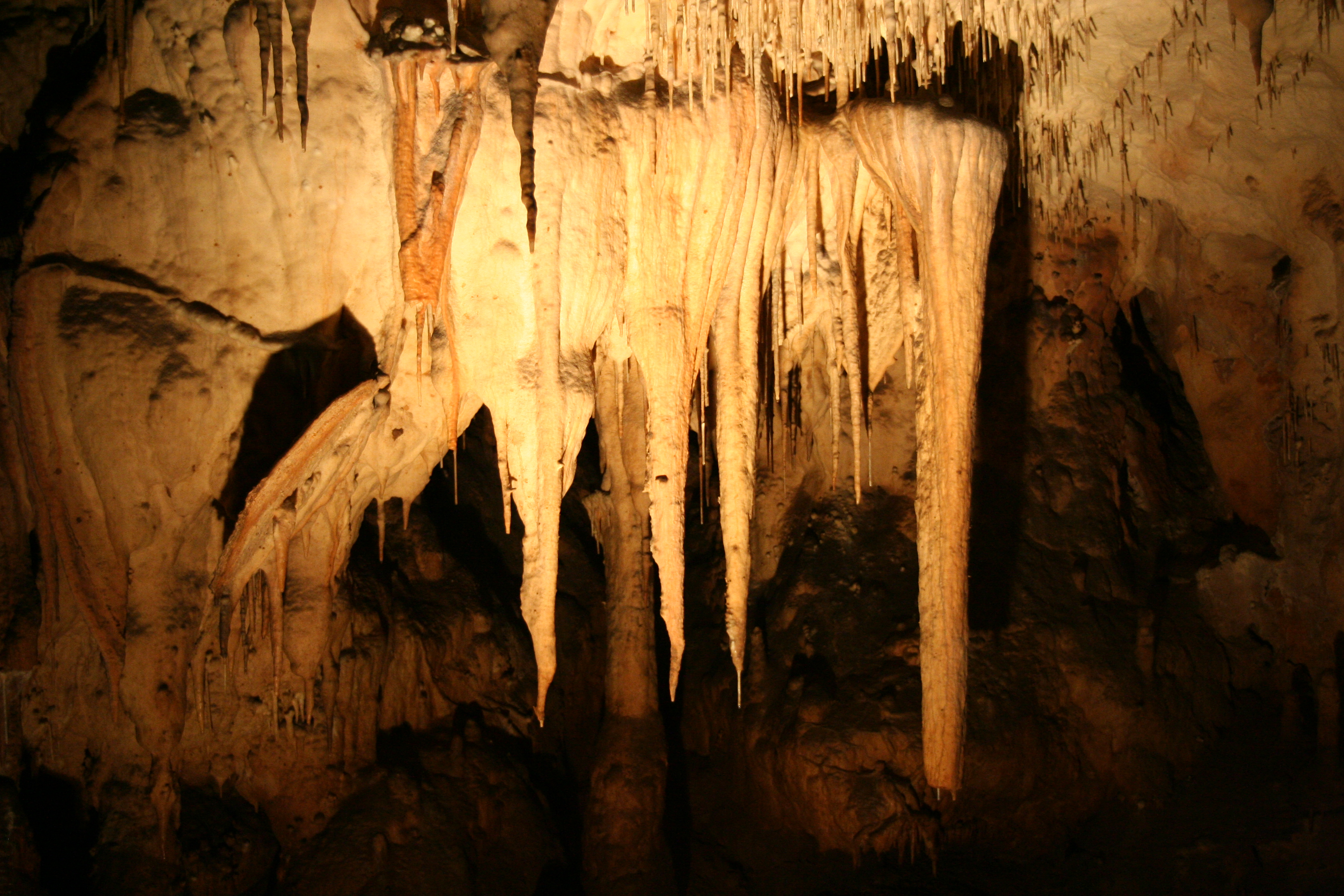
Thạch nhũ

## Sự xâm lấn của con người
Jaroslav Böhm là người đã chỉ huy các cuộc khai hóa hang Domica vào những năm 1930. Sự xuất hiện của con người tại hang Domica được cho là đã có từ thời đại đồ đá cũ. Domica có thể đã từng là nơi ẩn náu tình cờ của con người từ vùng đông Slovakia trong thời đại đồ đá mới. Tuy nhiên, hang cũng có thể là nơi mà những người từ nền văn hóa Bükk của thời đồ đá mới thường xuyên lui tới. Những người này còn làm cả đồ gốm có thành mỏng đặc trưng và để lại trong hang. Lối vào nguyên thủy của hang Domica đã bị chặn bởi những mảng vỡ sau khi bị người từ thời đồ đá cũ bỏ lại, từ đó những người đến sau không thể vào được bằng lối vào ban đầu nữa
Từ những vật dụng và khu vực đốt lửa, người ta tìm thấy những lỗ khoan ở một vài nơi trong hang. Hơn 200 thùng chứa được tái tạo bằng chính những mảnh gốm vỡ và một hố đào đầy đất sét trên bờ sông Styx có dấu vết của rìu đá là bằng chứng của việc làm gốm trong hang. Ngoài ra, người ta còn phát hiện được dấu tích của những chiếc đục, mũi tên, những chiếc lược có niên đại cổ nhất Châu Âu, nhẫn đeo tay, vòng tay hình trụ, lưỡi câu. Tất cả những điều này là minh chứng cho đỉnh cao của việc chế tác các vật dụng từ xương trong thời đồ đá mới. Ngoài ra, người ta còn tìm thấy cả mặt dây chuyền làm từ vỏ sò và răng động vật.